# Santa Bárbara d’Oeste
Santa Bárbara d'Oeste – miasto w Brazylii leżące w stanie São Paulo. W roku 2021 obszar miasta wielkości 271,03 km² położony na wysokości 575 metrów nad poziomem morza. Miasto zamieszkuje 195,3 tys. mieszkańców (2021).

## Historia
W latach 60. XIX wieku w wyniku wojny secesyjnej w rejonie osiedlili się konfederaccy uciekinierzy. Wśród nich był senator z Alabamy, William Hutchinson Norris. Jego potomkowie kontynuowali tradycję dorocznych pikników, odbywających się w drugą niedzielę kwietnia, podczas których spożywano "tradycyjne", związane z południowymi stanami jedzenie, takie jak ciatka, smażony kurczak oraz hot dogi, jak również śpiewano piosenki konfederackie w brazylijskiej odmianie języka portugalskiego.
W mieście rozwinął się przemysł samochodowy, metalowy, maszynowy, lekki oraz cukrowniczy.

## Sport
W mieście ma siedzibę klub piłkarski União Barbarense.

## Religia
Chrześcijaństwo jest obecne w mieście w następujący sposób:

### Kościół Katolicki
Kościół katolicki w gminie jest częścią Diecezja Piracicaba.

### Kościół Protestancki
W mieście obecne są najróżniejsze wyznania ewangeliczne, głównie zielonoświątkowe, w tym m.in. Zbory Boże Brazylii (największy kościół ewangelicki w kraju), Zbór Brazylii lub Kongregacja Chrześcijan. Te nominały rosną coraz bardziej w całej Brazylii.